# Гал Аноним
Гал Аноним (на латински: Gallus Anonymus; на полски: Gall Anonim; XI – XII век) е автор на най-старата (пълна) полска хроника. Написана е на латински и озаглавена „Летописи и дела на херцозите и князете полски“ (на латински: Galli Anonymi cronicae et gesta ducum sive principum Polonorum). 
Не изяснено, какво е истинското му име и от какъв произход е (С името Гал става известен фактически през 16. век и е възможно, както да визира народността му - поради това предполагаемо френска, въпреки че има и ред други предположения, така и да собственото му име, но е възможно и да няма отношение към нито едно от тези неща или да не го е носил никога преди това).

## Хроника на Гал Аноним
Хрониката се съдържа в тритомник с полската история до 1113. Обхватът й е близък до тези на руската „Приказка за отминали години“ и „Чешка хроника“ („Chronica Boëmorum“) на Козма Пражки. За първи път е публикувана в 1749 г.
Счита се е за достоверното й представяне и за най-богат и ценен източник, от който черпят полските средновековна и съвременна историографии. 
В концепцията си се основава на полската идеология за „Златните Свободи“ и на нея се позовават редица полски владетели, изтъкващи управленските и династичните си права, опирайки се на идеите за Божията сила и народен вот (В съответствие с известния латинска сентенция: „Глас народен, глас божи“). Тази концепция подсилва и избирателните традиции на полската шляхта и нейната склонност да не се подчинява на върховната държавна власт. Съчиненията „Хрониката на поляците“ на Винценти Кадлубек и „Преподаване“ на Станислав от Скарбимеж, повлияни от хрониката на Гал Аноним, допринасят за развитието на Златните Свободи" в Жечпосполита, където монарсите са изборни и трябва да се подчиняват на полския парламент – Сейма.

## Предположения за личността и произхода на Гал Аноним

### Бележка на Kромер
Произходът на Гал Аноним и самата му личност продължават да бъдат обект на научен дебат. Той самият пише малко за себе си и не е споменат от съвременниците си. Единственият външен източник за живота му е кратка бележка, оставена няколко века по-късно от Марчин Кромер (1512 – 1589) – друг полски хронист през XVI век и принц-епископ на Вармия. Бележката е следната („Хайлсбергски ръкопис“ - страница 119): 
| „ | „Гал пише тази история бидейки монах, по мое мнение, живял по времето на Болеслав III. Това може да се приеме от въведението“. | “ |

Хайлсбергската ръкопис е един от трите оцелели източници за произведението, написани между 1469 и 1471. От средата на XVI до XVIII век е в град Хайлсберг. По-късно е публикувана по поръчка на друг епископален принц на Варминско – Aдам-Станислав Грабовски (1698 – 1766).
Благодарение на Кромер авторът на „Деянията“, както накратко е известна хрониката, става познат под използвания и до днес псевдоним (Аноним Гал), без сам той да посочва основанията си за тази идентификация.

### Биографична информацията, съдържаща се в хрониката
Вън от писаното от Кромер, биографичната информация за Аноним Гал е почерпена от анализа на текста на хрониката му и литературния й стил. Въз основа на нея в медиевистиката се разглеждат множество хипотези за произхода му, всяка от които има както поддръжници, така и противници.
От текста е добита следната информация:
- Пристигна в Полша от Унгария;
- Поклонник е пред свети Егидий (френски отшелник от 7.-8. век);
- Не е скандинавец, в смисъл, че не е живял в Скандинавия (тъй като му липсват познания за Северна Европа);
- Той е един от участниците в срещата на двама владетели – Болеслав III Kривоусти и Калман Книжник - в Унгария.

Чрез анализ на литературния стил е изведено, че:
1. Творческият стил на писане показва висока образованост, което сочи, че е монах и/или принадлежи към благородническо семейство.
2. Авторът притежава литературен опит, т.е. за Гал това не е първата литературна творба.
3. Хроника има новаторски за времето си стил, появил се в северната част на Франция и използван главно във Фландрия, Райнланд, Холандия и Белгия.
4. Анонимус Гал вероятно е  „духовник, живеещ чрез перото“ (издържа се със съчиняване по поръчка или според вкусовете на своите покровители) и преди полската хроника е възможно да е написал Gesta Hungarorum („Деянията на унгарците“ – унгарския й еквивалент) и Translatio Sancti Nicolai („Намирането на мощите на св. Никола“, венецианска мартирология) - според полския професор Данута Боравска[2] и Мариан Плеша[3].
5. Предполагаемо стилът му на писане е подобен на този на Хилдеберт Туренски (1055 – 1133) и - въз основа на това - е възможно да е сред най-образованите хора от Льо Ман, Шартър или Нормандия.[4]

### Реконструкция
Въз основа на изложеното по-горе, медиевистите реконструират кариерата на хрониста Гал Аноним, която явно е свързана със силен период за полското княжество, при Болеслав III Кривоусти и в Краков между 1089 и 1109. Хрониката вероятно е написана по искане на канцлера Михал Авдант през 1112 – 1116. Възможно е, след смъртта на канцлера, Гал Аноним да е ръководил княжеската канцелария.

### Развитие на хипотезите
Изказвани са различни хипотези за произхода, живота и творчеството на Аноним Гал, сред които:
1. Aноним Гал е поляк – тази хипотеза е опровергана, когато става ясно, че се е появила в резултат на недоразумение. Под впечатление от прочетено в писанията на Ян Длугош, печатарят Готфрид Ленхних, който през 1749 г. за първи път отпечатва полската хроника, посочва като неин автор Марчин Гал.
2. Aноним Гал е монах от Прованс, от манастира на св. Егидий, където се съхраняват мощите на светеца, подарени на обителта от Владислав I Херман. Според тази хипотеза монахът прекарва известно време в манастир в Шомод, Унгария (сега - област на границата с Хърватия), което обяснява неговото добро познаване на унгарската география, а освен това той и пише хрониката Gesta Hungarorum (Деянията на унгарците). Липсват материали, които да потвърдят или отхвърлят тази хипотеза, защото библиотеката на манастира на св. Егидий в Прованс е разрушена през 1562 г.
3. Aноним е унгарски монах, дошъл в Полша от манастир на св. Егидий в Шомод през 1110 г., заедно с връщащия се от поклонение Болеслав III, който прави покаяние за лъжесвидетелстване срещу брат си Збигнев. Не е известно да е имало такъв манастир в Шомод, или някъде другаде в Унгария, а ако все пак е имало, той (според Пиер Давид) не е бил значим книжовен и просветен център, където авторът да научи така добре латински език.
4. „Венецианската“ хипотеза. Тя за първи път е публикувана през 1904 г. от полския историк Тадеуш Войчеховски, който предполага, че Гал е бил член на благородно семейство Орсеоло, от което са няколко от дожите на Венеция. Според тази хипотеза, след престой в манастира "Сан Никола" на остров Лидо, във владенията на Венецианската република, Аноним Гал попада в изгнание в Унгария, а в Полша отива през 1089 г.. 
Според Tомаш Ясински през 2008 хронистът пристига в Полша по Виа Егнация през Славиниите в „Епир, Тракия, Далмация, Хърватия и Истрия“ и подобно на много други венецианските духовници от онова време, отрано е опознал, както италианския, така и славянските езици. По този начин Гал Аноним може да се идентифицира с монасите от Лидо – автори на разкази за намирането и пренасянето на мощите на св. Николай Чудотворец на Апенинския полуостров, с чието творчество Ясински намира над 100 прилики, и да бъде свързан със северно-италианската или адриатическата културни среди и да се предположи, че има тесни връзки с Далмация и най-вече - с град Задар (Зара).
Венецианската хипотезата е отхвърлена от някои учени като „твърде слаба, за да се разглежда сериозно“.
5. Aноним е монах от Фландрия. През 1081 г. епископът на Познан Франко посещава манастира на св. Хуберт в Ардените във Фландрия (свързано с култа към Св. Егидий), където се запознава с монах-хронист на име Ламбер Младши.(Хипотеза на Йежи Затей)

6. Aноним е благороден французин, а именно изгубеният по време на Първия кръстоносен поход граф на Ено (Хенегау) Бодуен II.

## Публикации
- Хроника Галла Анонима.
- Gottfried Lengnich (ed.). Vincentius Kadlubko et Martinus Gallus scriptores historiae Polonae vetustissimi cum duobus anonymis ex ms. bibliothecae episcopalis Heilsbergensis edititi. Danzig, 1749.
- Laurence Mizler de Kolof (ed.). Historiarum Poloniae et Magni Ducatus Lithuaniae Scriptorum Quotquot Ab Initio Reipublicae Polonae Ad Nostra Usque Temporar Extant Omnium Collectio Magna. Warsaw, 1769.
- Jan Wincenty Bandtkie (ed.). Martini Galli Chronicon Ad Fidem Codicum: Qui Servantur In Pulaviensi Tabulario Celsissimi Adami Princpis Czartoryscii, Palatini Regni Poloniarum/ Denuo Recensuit … Warsaw, 1824.
- J. Szlachtowski and P. Koepke, Chronica et Annales Aevi Salici, in Georg Henirich Pertz (ed.), Monumenta Germaniae Historica. Hannover, 1851., SS IX, pp. 414 – 78.
- Monumenta Poloniae Historica, с текстом „Хроники“. A.Bielowski, t. I, s. 379 – 484, Lwów 1864.
- Anonim, tzw. Gall, Kronika Polska, tłum. Roman Grodecki. Biblioteka Narodowa, Seria I, nr 59, Kraków 1923.
- Ludwig Finkel & Stanisław Kętrzyński (eds.). Galli Anonymi Chronicon. Lemberg, 1898.
- Anonim, tzw. Gall, Kronika Polska, tłum. Roman Grodecki. Biblioteka Narodowa, Seria I, nr 59, Kraków 1923.
- Julian Krzyżanowski (ed.). Galla Anonima Kronika: Podobizna Fotograficzna Rekopisu Zamoyskich z Wieku XIV. Wyda i Wstepem Opatrzy Julian Krzyzanowski./ Galli anonymi Chronicon codicis saeculi XIV Zamoscianus appellati reproductio paleographica. Warsaw, 1946).
- Karol Maleczyński: podstawowe wydanie krytyczne: Anonima tzw. Galla Kronika czyli dzieje książąt i władców polskich, red. K. Maleczyński, Monumenta Poloniae Historica, s.II, t. 2, Kraków 1952 (с латинским текстом „Хроники“).
- Галл Аноним. Хроника или деяния князей или правителей польских. – М.: АН СССР, 1961. Предисловие //    Архивиран от оригинала на 8 февруари 2012. Книга 1 //    Архивиран от оригинала на 8 февруари 2012. Книга 2 //    Архивиран от оригинала на 8 февруари 2012. Книга 3 //   Восточная литература.  Архивиран от оригинала на 8 февруари 2012. Посетен на 18 февраля 2011.
- Anonim, tzw. Gall, Kronika polska, tłum. Roman Grodecki. Zakład Narodowy im. Ossolińskich, Biblioteka Narodowa, Seria I, nr 59, Wrocław 1965.
- Josef Bujnoch. Polens Anfänge: Gallus Anonymus, Chronik und Taten de Herzöge und Fürsten von Polen. Graz, Styria, 1978.
- Галл Аноним. Хроника или деяния князей или правителей польских / Польские латиноязычные средневековые источники. Тексты, перевод, комментарий. – М.: Наука, 1990. Предисловие //    Архивиран от оригинала на 8 февруари 2012. Текст //    Архивиран от оригинала на 8 февруари 2012. Литература //    Архивиран от оригинала на 25 август 2011. Сокращения //   Восточная литература.  Архивиран от оригинала на 25 август 2011. Посетен на 18 февраля 2011.
- Gall Anonim, Kronika polska, tłum. Roman Grodecki. Zakład Narodowy im. Ossolińskich, Biblioteka Narodowa. Wrocław, 2003. ISBN 83-04-04610-5.
- Knoll & Schaer (eds.). Gesta Principum Polonorum: The Deeds of the Princes of the Poles. Budapest, 2003.
- Галл Аноним. Хроника и деяния князей или правителей польских. Рязань, издательство „Александрия“, 2009 (совместно с хроникой Козьмы Пражского).